# Volkacher Ratsherr

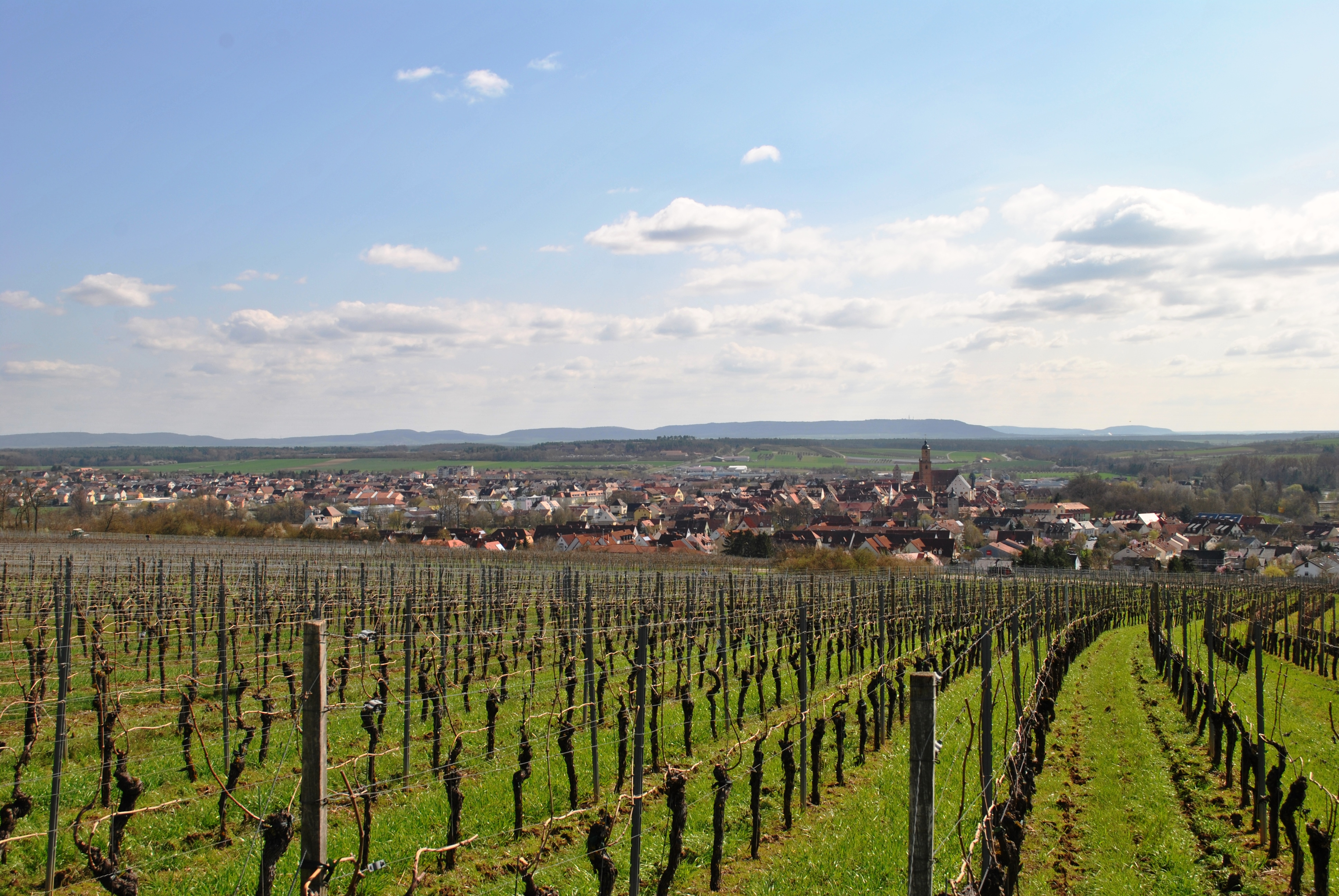
Die Weinlage Ratsherr nördlich der Volkacher Altstadt

Volkacher Ratsherr (auch Fahrer Ratsherr) ist eine Weinlage im Anbaugebiet Franken. Sie liegt in den Gemarkungen der Stadt Volkach und deren Ortsteil Fahr im unterfränkischen Landkreis Kitzingen.

## Geografische Lage und Geologie
Die Rebenfläche nimmt eine langgestreckte Fläche nördlich der Stadt Volkach ein (49° 52′ 33,4″ N, 10° 13′ 3″ O). Sie zieht sich entlang der Kreisstraße KT 34 in Richtung Fahr, in dessen Gemarkung die Weinfläche ebenfalls Ratsherr genannt wird (49° 52′ 33,2″ N, 10° 10′ 36,2″ O). Die Rebfläche umrahmt die Wallfahrtskirche Maria im Weingarten und wird lediglich auf Höhe des sogenannten Eschbachgrabens von einer Waldfläche unterbrochen. Die Berge Kirchberg und Mönchberg sind mit Reben bestockt. Ein weiteres Teilstück der Weinlage (49° 51′ 46,3″ N, 10° 14′ 48,2″ O) ist im Osten von Volkach zu finden.
Die Weinfläche des Ratsherrn nimmt eine Fläche von etwa 185 ha ein und ist Teil der Großlage Volkacher Kirchberg im Bereich Volkacher Mainschleife. Die Weinberge sind zumeist in einem Winkel von 45 % nach Süden ausgerichtet, lediglich das östliche Teilstück wurde in Richtung Südwesten angelegt. Die geschützte Lage führt zu einer geringen Niederschlagsmenge, allerdings existiert dort ein warmes Kleinklima. Der skelettreiche Boden besteht aus Muschelkalk mit einer sandigen Lehmauflage. Dort wird Müller-Thurgau, Silvaner, Kerner und Bacchus angebaut.

## Geschichte

### Lage
Die Geschichte Volkachs ist eng mit dem Weinbau verbunden. Bereits in der Urkunde von 906, in der die spätere Stadt erstmals erwähnt wurde, werden „vinetis campis“ (Weinberge) genannt. Das Kloster Fulda, das Volkach erwarb, forcierte den Weinbau weiter. Wahrscheinlich ist allerdings, dass der Wein bereits im 7. Jahrhundert von den fränkischen Siedlern in die Region gebracht wurde. Wein baute man für den Eigenbedarf an und handelte mit ihm.
Der Lagename für die Weinberge zwischen Obervolkach und Fahr entlang des Maines tauchte erstmals im Jahr 1224 auf. Die Grafen zu Castell, mittlerweile in Volkach zu Einfluss gekommen, befreiten alle Weinberge des Zisterzienserklosters Ebrach vom Vogteirecht, behielten sich allerdings dieses Recht in der Weinlage Huswerth weiterhin vor. Die Südlage im Maintal machte die Weinberge dort besonders wertvoll.
Im Laufe des 13. Jahrhunderts wurde Volkach Stadt. Ein Faktor für diese Aufwertung war der Weinhandel, der eine städtische Organisation notwendig machte. Die Dörfer der näheren Umgebung benötigten einen Zentralmarkt, um mit dem Wein zu handeln. Wein war auch ein wichtiger Teil des mittelalterlichen Besteuerungswesen und in Volkach wurden auf dem Markt die Weingülten und der Weinzehnt eingezogen.

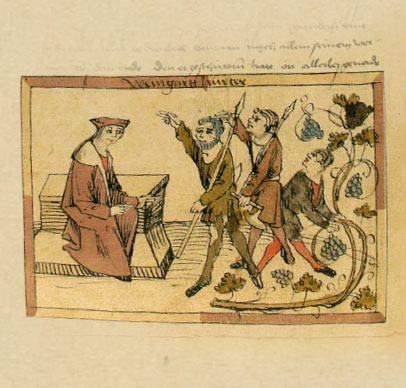
Die Weingarthüter schwören dem Volkacher Bürgermeister den Eid. Volkacher Salbuch folio 418v

Die Volkacher Stadtverfassung bestimmte mehrere Bürger als Eicher, sie sollten die Füllhöhe der Weinfässer überprüfen, und als Visierer, um die Qualität des Weines zu testen. Diese Sicherungsmaßnahmen halfen häufig nichts, weil auch die frühneuzeitlichen Anbaumethoden immer noch stark vom Wetter abhängig waren. So wechselten sich im Laufe der Jahrhunderte gute und schlechte Weinjahre ab. Insbesondere während der sogenannten Kleinen Eiszeit im 17. Jahrhundert litt die Bevölkerung unter Ernteausfällen.
Im 18. Jahrhundert gelangten einige Winzerfamilien, vor allem die Schelf und die Balbus, durch den Weinhandel zu Reichtum. Mit der Säkularisation und der Auflösung des Hochstifts Würzburg im Zuge der Neuordnung Europas durch Napoleon kam es auch in Volkach zu einer tiefgreifenden Krise im Weinbau. Das Auftreten der Reblaus in der zweiten Hälfte des 19. Jahrhunderts zerstörte die jahrhundertealte Weinbaulandschaft um Volkach fast vollständig. Noch 1940 waren nur 43 ha von 1830 233 ha Rebfläche übriggeblieben.
Gleichzeitig begannen sich die Winzer in sogenannten Genossenschaften zu organisieren, um den Weinhandel effektiver zu gestalten. Allerdings trugen diese Bemühungen, zusammen mit besseren Düngern, erst nach dem Zweiten Weltkrieg Früchte. Inzwischen war der Tourismus an der Mainschleife ein wichtiger Wirtschaftsfaktor geworden und die Winzer etablierten in Volkach das Fränkische Weinfest, das sich schnell zum größten des Anbaugebiets entwickelte.
Im Jahr 1971 wurden die über zehn Volkacher Weinlagen, darunter auch der Volkacher Kirchberg, und die fast ebenso vielen Fahrer Lagen zum Ratsherrn zusammengefasst. In der Mundartdichtung war der Ratsherr häufig Sujet. So erwähnte Hanns Rupp die Weinlage als „a Stück Elysium“, hielt aber auch fest, „ar it und bleit Aristokrat“. Heute ist die Figur des Ratsherrn, durch einen Schauspieler verkörpert, Symbol für die Volkacher Mainschleife und repräsentiert auf dem Volkacher Weinfest den ausgeschenkten Wein. Lange Jahre repräsentierte der Frankenwürfel-Preisträger Waldemar Sperling den Ratsherrn.

### Namensherkunft
Die Herkunft des Namens Ratsherr geht auf Ereignisse zurück, die im Dreißigjährigen Krieg stattgefunden haben sollen. Die protestantischen Schweden lagerten vor der Stadt und drohten den Bewohnern mit der Einnahme und Plünderung von Volkach. Allerdings sollte die Stadt verschont werden, wenn einer der Ratsherrn mit dem Anführer der Schweden trinken und danach dessen Geliebte beglücken werde. Die Volkacher wählten einen trinkfesten Mann aus dem Gasthof zur Schwane und zogen ihm Ratsherrenkleider über. Der Mann gewann die Wette und die Schweden zogen ab.

## Weingüter (Auswahl)
Mehrere renommierte Weingüter besitzen heute Rebstöcke des Volkacher Ratsherrn. Neben einigen lokal anerkannten Betrieben gibt es auch etliche überregional bekannte Weinbauern und ausgezeichnete Güter in Volkach und Fahr:
- Weingut Bruno Bienert, Volkach[12]
- Weingut Andreas Braun, Volkach
- Weingut Kirch, Fahr
- Weingut Reinhard Kirch, Fahr
- Weingut Kilian Krapf, Fahr[13]
- Weingut Leo Langer, Volkach
- Weingut Karl Müller, Volkach[14]
- Weingut Max Müller I, Volkach[15]
- Weingut Römmert, Volkach[16]
- Weingut Rose, Volkach
- Winzer Sommerach, Sommerach
- Weingut Zur Schwane, Volkach

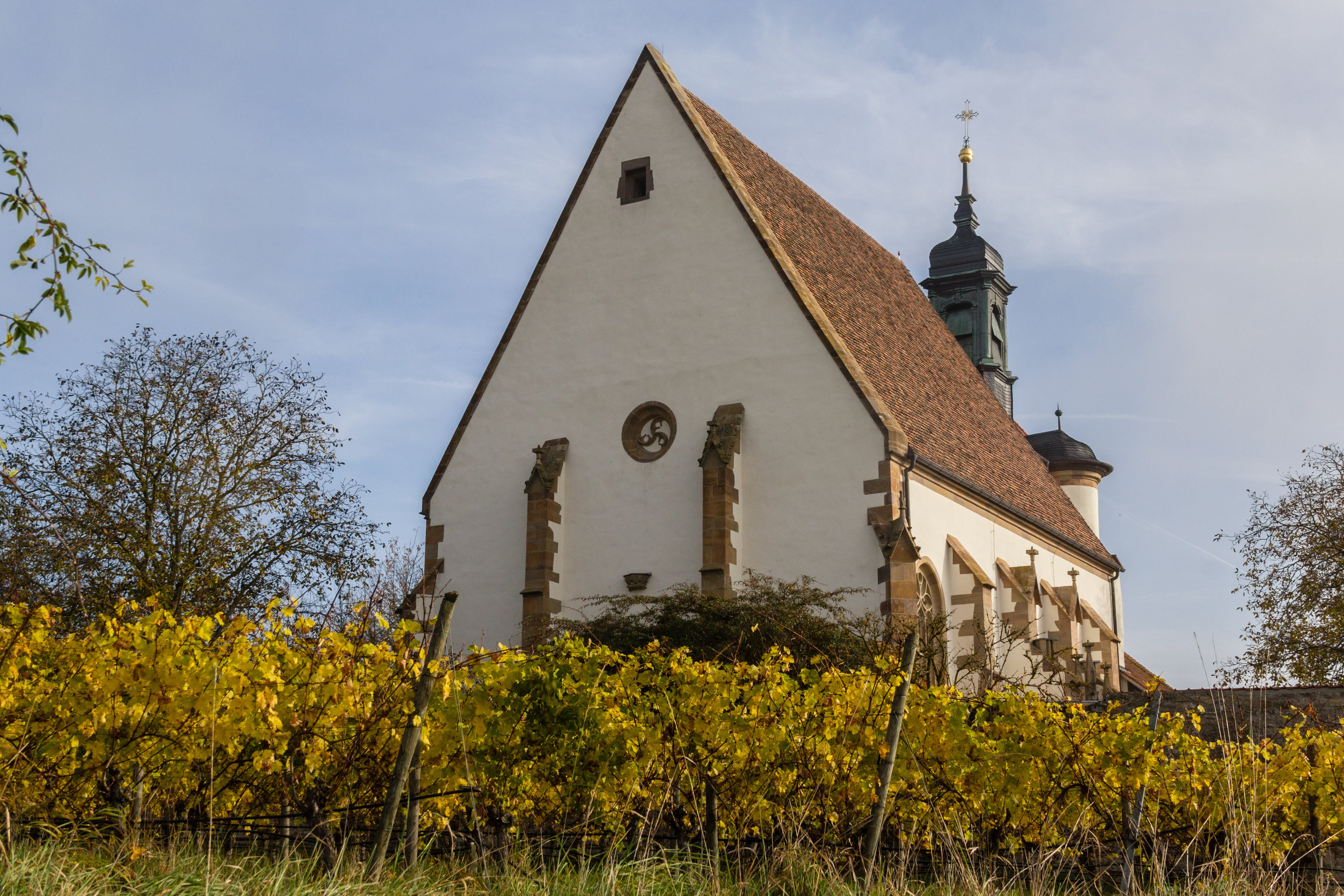
Weinberge des „Ratsherrn“ hinter der Kirche Maria im Weingarten am Volkacher Kirchberg

Vom Verband Deutscher Prädikatsweingüter (VDP) wurde der Ratsherr als Erste Lage klassifiziert.